# Bùi Tín
Bùi Tín (29 tháng 12 năm 1927 – 11 tháng 8 năm 2018), bút danh Thành Tín, là một nhân vật bất đồng chính kiến người Việt Nam, từng là Phó tổng Biên tập của báo Nhân dân, Đại tá Quân đội nhân dân Việt Nam. Ông là con của Bùi Bằng Đoàn, nguyên Thượng thư Bộ Hình của triều đình Huế và Chủ tịch Quốc hội nước Việt Nam Dân chủ Cộng hòa.
Năm 1990, khi sang Pháp công tác, ông đào nhiệm và xin tị nạn chính trị tại Pháp và ở đó đến khi qua đời.

## Hoạt động cách mạng
Ông học trung học Lycée Khải Định ở Huế. Sau Cách mạng tháng Tám năm 1945, ông trở thành người hoạt động chính trị về mặt báo chí. Sau đó ông gia nhập Việt Minh.
Ông đã chiến đấu trên hai mặt trận: cầm súng như một người lính (nhập ngũ năm 18 tuổi) và viết lách như một nhà báo (của Quân đội nhân dân Việt Nam (10/1964) và sau đó là Báo Nhân Dân (1972) với bút danh Thành Tín). Theo các tài liệu công bố tại Hoa Kỳ, Bùi Tín có tham gia hai sự kiện: phỏng vấn các tù nhân Hoa Kỳ và buổi lấy lời khai của John McCain.
Bùi Tín đã có mặt ở dinh Độc Lập ngày 30 tháng 4 năm 1975 với tư cách phóng viên chiến trường. Sau chiến tranh, ông giải ngũ, tiếp tục viết báo, làm đến Phó Tổng biên tập báo Nhân dân, kiêm Tổng Biên tập tuần báo Nhân dân Chủ Nhật.

## Sự kiện ngày 30 tháng 4 năm 1975
Ông là sĩ quan cao cấp của Quân đội nhân dân Việt Nam có mặt sớm nhất tại Dinh Độc Lập, là người đi cùng đơn vị xe tăng đầu tiên đâm đổ cổng Dinh Độc Lập, và là người trực tiếp chấp nhận tuyên bố đầu hàng của Tổng thống Việt Nam Cộng hòa Dương Văn Minh vào ngày 30 tháng 4 năm 1975. Điều này được dẫn lại trong sách của các tác giả người Mỹ về Chiến tranh Việt Nam, như Điệp viên hoàn hảo của Larry Berman và Vietnam: A History của Stanley Karnow. Tuy nhiên, lời kể này của Bùi Tín được phát hiện là có mâu thuẫn với lời kể của các nhân chứng trong sự kiện ngày 30 tháng 4 năm 1975, trong đó có lời kể do chính Bùi Tín viết trong vòng vài năm sau sự kiện.
Về "quân hàm Đại tá" tại thời điểm 30 tháng 4 năm 1975, Thiếu tướng Nguyễn Công Trang, Phó Chính ủy Binh đoàn Hương Giang khẳng định rằng vào thời điểm đó Bùi Tín chỉ mang quân hàm Thượng tá.
Về chi tiết Bùi Tín "là sĩ quan cao cấp của Quân đội nhân dân Việt Nam có mặt sớm nhất tại dinh Độc Lập", lời kể của một số nhân chứng, trong đó có cả Bùi Tín, khẳng định rằng khi Bùi Tín đến Dinh Độc Lập thì tại đó đã có mặt các sĩ quan cao cấp hơn của Quân đội nhân dân Việt Nam như Đại tá Nguyễn Công Trang, Thiếu tướng Nam Long:
- Trong bài ghi nhanh của Bùi Tín (với bút danh Thành Tín) nhan đề Sài Gòn trong những giờ phút lịch sử đăng trên báo Quân đội nhân dân ngày 2 tháng 5 năm 1975, ông thừa nhận một sĩ quan cao cấp hơn mình là Phó Chính ủy Quân đoàn 2, Đại tá Nguyễn Công Trang, đã có mặt tại dinh Độc Lập trước ông.[7] Cũng thông tin này được Bùi Tín viết trong ký sự Sài Gòn trong ánh chớp chói lọi của lịch sử xuất bản năm 1978.[8]
- Theo bài viết xuất bản năm 1985 của nhà báo Nguyễn Trần Thiết, người đi cùng Bùi Tín trên suốt chặng đường vào dinh Độc Lập, khi ông cùng Bùi Tín vào dinh thì được Thiếu tướng Nam Long, phái viên Bộ Tổng tư lệnh Quân đội nhân dân Việt Nam, và Đại tá Trang đón tiếp.[9] Còn khi Tổng thống Dương Văn Minh đọc tuyên bố đầu hàng trên đài phát thanh thì đoàn nhà báo còn đang ở sở chỉ huy Quân đoàn 3 đóng tại Củ Chi.[10]
- Trong hồi ký của mình,[6] Thiếu tướng Nguyễn Công Trang của quân đội nhân dân Việt Nam khẳng định Bùi Tín chỉ tới Dinh Độc Lập sau khi Tổng thống Dương Văn Minh từ đài phát thanh trở về.

## Trở thành nhà bất đồng chính kiến
Tháng 09 năm 1990 Bùi Tín sang Pháp dự hội thảo hàng năm của báo L'Humanité (Nhân Đạo, báo của Đảng Cộng sản Pháp), rồi quyết định không về nước mà xin tỵ nạn chính trị tại Pháp, với lý do là để "Đấu tranh cho Tự do, Dân chủ và Nhân quyền" theo cách của ông.
Theo báo Công An Nhân Dân cơ quan ngôn luận của nhà nước Việt Nam cho rằng Bùi Tín tung tin xin ở lại thêm một thời gian để chữa bệnh, nhưng đã bí mật hợp tác với 13 hãng thông tấn, báo chí quốc tế và gần chục tờ báo của người Việt chống cộng ở hải ngoại để đăng tải những bài viết, tham luận chống lại nhà nước Việt Nam.
Sau khi sang Pháp, ông viết "Bản kiến nghị của một công dân" với 12 điểm chính là gợi ý cho đồng bào và một số đảng viên có một phương hướng suy nghĩ mới. Dù biết khả năng lãnh đạo chấp nhận đề nghị của ông là ít ỏi. "Bản kiến nghị của một công dân" được công bố đến Việt Nam qua đài BBC (28/11/1990), kèm theo đó là những cuộc phỏng vấn có thời lượng tổng cộng 180 phút.
Tiếp đó, ông phê phán đường lối hiện hành của ban lãnh đạo Đảng Cộng sản Việt Nam mà ông cho rằng đã xa rời lý tưởng Chủ nghĩa Cộng sản. Dần dần, quan điểm của ông ngả sang phê phán cả Chủ nghĩa Cộng sản và lý thuyết Xã hội Chủ nghĩa, đòi hỏi việc phá bỏ hệ thống chính trị ở Việt Nam.
Hai tác phẩm của ông viết sau khi ra nước ngoài là Hoa xuyên tuyết và Mặt thật. Cuốn Hoa xuyên tuyết được có mặt trong nhiều danh sách tài liệu tham khảo của các dự án nghiên cứu về Chiến tranh Việt Nam.
Theo quan điểm của chính quyền Việt Nam, các bài viết của ông Bùi Tín thiếu khách quan, thiếu trung thực nên đã đưa ra những cách nhìn nhận và bình luận sai lệch và là "người tích cực xuyên tạc về công tác xây dựng Đảng của Việt nam".
Bùi Tín thì cho rằng "... cơ quan lãnh đạo của đảng cộng sản đã chụp mũ tôi là phản bội, là bị đế quốc mua chuộc, lôi kéo và đã khai trừ tôi ra khỏi đảng, truất chức tôi... Tôi không tự ái, bực bội hay phiền muộn gì về chuyện này cả. Họ luôn là như thế, luôn hành động kiểu như thế dưới cái nhãn hiệu bảo vệ đảng, bảo vệ chế độ, tôi chẳng mảy may lấy làm lạ. Điều hệ trọng là chính họ cũng chẳng tin mấy ở những điều ấy, và đông đảo đảng viên và nhất
là nhân dân thì cũng chẳng tin gì ở những điều xằng bậy, thiếu công bằng, thiếu công minh như thế. "
Tờ An ninh Thế giới đã dẫn lại một câu chuyện từng xảy ra tại Pháp khi Bùi Tín xuất hiện tại cuộc triển lãm Mùa xuân Việt Nam do Thị trưởng Paris, Jean Tiberi, phối hợp với Cộng đồng Pháp ngữ tổ chức tại Forum des Halles – Trung tâm Văn hóa Paris từ 20/03 đến 20/05/2008. Đại diện Đại sứ quán Việt Nam nói ngay: "Ông Bùi Tín là kẻ thù của Nhân dân Việt Nam. Chúng tôi không chấp nhận sự có mặt của ông ta ở tất cả các hoạt động mang tính quốc gia giữa Pháp và Việt Nam". Ngay lập tức, Thị trưởng Tiberi cho người đến mời Bùi Tín ra khỏi cuộc triển lãm.

## Gia đình
Ông Bùi Tín là con của Bùi Bằng Đoàn, nguyên Thượng thư Bộ Hình của triều đình Huế và Chủ tịch Quốc hội nước Việt Nam Dân chủ Cộng hòa. Ông còn một người em gái ở California, Hoa Kỳ; một người con trai ở Canada, và một người con gái ở Việt Nam.

## Qua đời
Ông qua đời ngày 11 tháng 8 năm 2018 tại bệnh viện André Grégoire ở Montreuil, ngoại ô Paris, hưởng thọ 91 tuổi. Con gái ông, bà Bùi Bạch Liên, muốn đưa tro của cha về Hà Nội sau đám tang tại Pháp nhưng vẫn chưa cho phép đem tro về. Tro cốt của Bùi Tín hiện tại đang được giữ ở Chùa Khánh Anh, Évry, Paris, Pháp.